# مارک بارباشیویچ
مارِک بارباشیویچ (لهستانی: Marek Barbasiewicz؛ زادهٔ ۵ فوریه ۱۹۴۵) بازیگر، صداپیشه و نقاش اهل لهستان است.
از فیلم‌ها یا مجموعه‌های تلویزیونی که وی در آن‌ها نقش داشته‌است، می‌توان به خوشنام، موج جرم و جنایت، سال‌های شیرین، ترانه عاشقانه‌ای برای یانوشک، ناپلئون، چهار تانکچی و یک سگ، آسایشگاه ساعت‌شنی، قماری بالاتر از زندگی، راز ساگال، حوزه استحفاظی ۱۳، در خوشی و سختی، کارآگاهان جنایی، عشق تابستانی، پرستار کودک، قانون حقیقی، پدر متیو، دوستان و اجاره‌نشین‌ها اشاره نمود.